# Материалы к истории геологии в СССР
Материалы к истории геологии в СССР (Биографо-библиографический словарь) — научный словарь по истории геологии и горного дела с биографиями и библиографиями учёных, публиковавшийся Комиссией по геологической изученности и Геологическим институтом АН СССР в 1965—1978 годах в Москве.
Биобиблиографические справки о 2294 естествоиспытателях, горных деятелях, рудознатцах, исследователях и геологах XVIII—XX веков.

## Описание
Многотомный словарь содержит (в алфовитном порядке) библиографии (списки научных трудов и публикации об учёных) и краткие биографии (биографические данные) учёных-геологов и горных инженеров из Российской империи и СССР на конец 1960-х годов.
Опубликованные тома по выпускам «Материалы к истории геологии в СССР: Биобиблиографический словарь (Биографо-библиографический словарь)»:
1. (Аалоэ — Алямкина). М.: ВИНИТИ, 1965. 477 с.
2. (Амалицкая — Аянов). М.: ВИНИТИ, 1965. 614 с.
3. (Баакашвили — Баярунас). М.: ВИНИТИ, 1965. 540 с.
4. (Бгатов — Биячуев). М.: ВИНИТИ, 1967. 475 с.
5. (Благовещенская — Бояршинова). М.: ВИНИТИ, 1969. 628 с. Тираж 500 экз.
6. (Брагалия — Бунэ). М.: ВИНИТИ, 1972. 360 с. Тираж 500 экз.
7. (Бура — Бялыницкий-Бируля). М.: ВИНИТИ, 1973. 230 с. Тираж 500 экз.
8. (Вааг — Варюхина). М.: Всесоюзный геологический фонд, 1978. 381 с. Тираж 500 экз.

Словарь был составлен в ГИН АН СССР на базе публикаций по истории геологии и анкет полученных в 1960-е годы из геологических и образовательных организаций.
Ответственные редактора: В. В. Тихомиров, Ю. Я. Соловьёв.
Продолжение: Информационная система «История геологии и горного дела» ГИН РАН.